# Maxwell Jacob Friedman
Maxwell Tyler Friedman, známý jako Maxwell Jacob Friedman (nebo zkráceně MJF), je americký profesionální zápasník a herec. Pracuje ve společnosti All Elite Wrestling (AEW), kde je bývalým AEW World šampionem, přičemž titul držel nejdéle v historii. 
Dříve pracoval pro Major League Wrestling (MLW), kde se stal jednorázovým MLW World Tag Team šampionem a poté i MLW World Middleweight šampionem. Pracoval také na americkém nezávislém okruhu ve společnosti Combat Zone Wrestling (CZW), kde se stal CZW World Heavyweight a Wired šampionem.

## Osobní život
V roce 2020 začal chodit s umělkyní Naomi Rosenblumovou, zasnoubení oznámili 15. září 2022, ale v únoru 2023 se rozešli. Tou dobou začal chodit s kanadskou youtuberkou a novinářkou Alicií Atout.
Je fanouškem New York Giants, New York Mets a New York Islanders.

## Filmografie

### Filmy
| Rok  | Název                                                    | Role                                | Poznámky                                            |
| ---- | -------------------------------------------------------- | ----------------------------------- | --------------------------------------------------- |
| 2023 | Železní bratři                                           | Lance Von Erich                     | Scéna byla poté vystřižena, byl jedním z producentů |
| 2023 | Justice League x RWBY: Super Heroes & Huntsmen, Part Two | Waylon Jones / Killer Croc (dabing) |                                                     |

### Televize
| Rok  | Název                    | Role     |
| ---- | ------------------------ | -------- |
| 2001 | The Rosie O'Donnell Show | Sám sebe |
| 2021 | Rhodes to the Top        | Sám sebe |
| 2023 | Impractical Jokers       | Sám sebe |

## Úspěchy
- AAW Wrestling
  - AAW Heritage Championship (1x)
- All Elite Wrestling
  - AEW World Championship (1x)
  - Dynamite Diamond Ring (2019–2023)
  - Casino Ladder Match (2022)
  - Blind Eliminator Tag Team Tournament (2023) – s Adamem Colem
  - Dynamite Award (1x)
    - Best Mic Duel (2022) – MJF and CM Punk on Thanksgiving Eve
- Alpha-1 Wrestling
  - A1 Outer Limits Championship (1x)
- CBS Sports
  - Rookie of the Year (2019)
- Combat Zone Wrestling
  - CZW Wired Championship (1x)
  - CZW World Heavyweight Championship (1x)
- DDT Pro-Wrestling
  - Ironman Heavymetalweight Championship (1x)
- ESPN
  - Two-time Promo artist of the year (2022, 2023)
  - Ranked No. 1 of the 30 best Pro Wrestlers Under 30 in 2023
- Inspire Pro Wrestling
  - Inspire Pro Wrestling Pure Prestige Championship (1x)
- LDN Wrestling
  - LDN Capital Wrestling Championship (2x)
- Limitless Wrestling
  - Limitless Wrestling World Championship (1x)
- Major League Wrestling
  - MLW World Middleweight Championship (1x)
  - MLW World Tag Team Championship (1x) – s Richardem Hollidayem
- Maryland Championship Wrestling
  - MCW Rage Television Championship (1x)
- National Jewish Sports Hall of Fame
  - Class of 2023
- New York Post
  - Male Wrestler of the Year (2023)
  - Promo of the Year (2022) — "Pipebomb" promo
- Pro Wrestling Illustrated
  - Ranked No. 6 of the top 500 singles wrestlers in the PWI 500 in 2023
  - Feud of the Year (2021) vs. Chris Jericho
  - Feud of the Year (2022) vs. CM Punk
  - Most Hated Wrestler of the Year (2021, 2022)
  - Faction of the Year (2021) – with The Inner Circle
- Ring of Honor
  - ROH World Tag Team Championship (1x) – s Adamem Colem
- Rockstar Pro Wrestling
  - American Luchacore Championship (1x)
  - Rockstar Pro Trios Championship (1x) – s Acem Romerem a Claytonem Jacksonem
- Sports Illustrated
  - Ranked No. 3 of the top 10 wrestlers of 2023
- Wrestling Observer Newsletter
  - Best on Interviews (2021, 2022)
  - Most Charismatic (2020, 2022, 2023)
  - Worst Feud of the Year (2023) vs. "The Devil"
- WrestlePro
  - WrestlePro Tag Team Championship (1x) – s Valeriem Lamortem
- Xcite Wrestling
  - Xcite International Championship (1x)
- Other awards
  - Best Performance (2020) – for his rendition of "Me and My Shadow" with Chris Jericho (awarded by Wesley Morris of The New York Times)